# زراعة النخيل في أفغانستان
زراعة النخيل في أفغانستان، تعتبر الزراعة بكافة أنواعها المصدر الرئيسي للدخل في دولة أفغانستان في آسيا الوسطى، وتزدهر زراعة أشجار النخيل في مناطق أقصى الجنوب.

## التاريخ
زراعة أشجار النخيل في أفغانستان موجودة منذ القدم، إلا أنها ازدهرت في العصر الحديث وانتشرت بشكل واسع.
يبلغ عدد سكان أفغانستان الآن حوالي 40 مليون شخص، وهم يستهلكون جميعًا فاكهة التمر خاصة خلال شهر رمضان.
تستورد البلاد حاليًا جميع منتجات التمور تقريبًا من إيران وباكستان والإمارات العربية المتحدة والمملكة العربية السعودية، ودول جنوب آسيا ودول الشرق الأوسط.

## موطن الزراعة
تنتشر زراعة أشجار نخيل التمر الأفغاني في مقاطعات ننكرهار، قندهار، هلمند، نمروز، وبعض المقاطعات الأخرى.

## الإنتاج
يتم إنتاج أنواع مختلفة من التمور في البلاد، وفي الماضي كان المزارعين الأفغان ينشئون مزارع للتمور في إيران وباكستان المجاورتين وللحصول على أصناف جديدة.
تشير التقارير الزراعية المختصة إلى أن مناخ أفغانستان مناسب جدًا لإنتاج تمور جيدة النوعية.

## أهم مزارع التمر في أفغانستان
المزرعة الزراعية التابعة لمعهد الغرافة بمحافظة فراه.
مزرعة الهدا في ولاية ننكرهار.